# 도키와바시 타워
도키와바시 타워(일본어: 常盤橋タワー)는 일본 도쿄도에 위치한 마천루다.

## 같이 보기
- 일본의 마천루 목록
- 도쿄도의 마천루 목록